# Rocé
Rocé település Franciaországban, Loir-et-Cher megyében. Lakosainak száma 220 fő (2022. január 1.). Rocé Coulommiers-la-Tour, Faye, Meslay, Renay, Saint-Firmin-des-Prés és Villetrun községekkel határos.

## Népesség
A település népessége az elmúlt években az alábbi módon változott:
| Lakosok száma | 142  | 158  | 165  | 185  | 215  | 223  | 218  | 216  | 220  | 220  |
|               | 1968 | 1982 | 1990 | 2006 | 2013 | 2015 | 2017 | 2019 | 2020 | 2022 |